# Stephan Knoll
Stephan Knoll (* 16. März 1973 in Oberstdorf) ist ein deutscher Curler. 
Sein internationales Debüt hatte Knoll im Jahr 1992 bei der Curling-Juniorenweltmeisterschaft in Oberstdorf, 
er blieb ohne Medaille. Ein Jahr später bei der JWM in Grindelwald gewann er mit einer Bronzemedaille sein erstes Edelmetall. Bei der EM 2002 wurde er erstmals Europameister. Bei der EM 2004 konnte Knoll den Titel des Europameisters erneut gewinnen.
Knoll spielte für Deutschland bei den Olympischen Winterspielen 2002 in Salt Lake City als Second. Die Mannschaft schloss das Turnier auf dem sechsten Platz ab. 

## Erfolge
- Europameister 2002, 2004
- 2. Platz Weltmeisterschaft 2004
- 2. Platz Juniorenweltmeisterschaft 1994
- 3. Platz Juniorenweltmeisterschaft 1993